# Wálter Machado da Silva
Wálter Machado da Silva (Ribeirão Preto, 2 januari 1940 - 29 september 2020) was een Braziliaans voetballer, beter bekend onder zijn spelersnaam Silva Batuta.

## Biografie
Silva begon zijn carrière bij São Paulo waarmee hij in 1957 het Campeonato Paulista won. In 1965 trok hij naar Flamengo en won hiermee het Campeonato Carioca. In 1979 speelde hij voor het Argentijnse Racing. Van 1970 tot 1974 speelde hij nog voor Vasco, waarmee hij in 1970 nog het staatskampioenschap won.
In 1966 speelde hij enkele wedstrijden voor het nationale elftal. Hij begon in een vriendschappelijke wedstrijd tegen Wales. Hij maakte deel uit van het team dat deelnam  aan het WK 1966 en speelde in de wedstrijd tegen Portugal.